# 2002 PX170
2002 PX170, também escrito como 2002 PX170, é um objeto transnetuniano que está localizado no Cinturão de Kuiper, uma região do Sistema Solar. Este objeto é classificado como um cubewano. Ele possui uma magnitude absoluta de 7,2 e tem um diâmetro estimado com cerca de 160 km.

## Descoberta
2002 PX170 foi descoberto no dia 5 de agosto de 2002.

## Órbita
A órbita de 2002 PX170 tem uma excentricidade de 0,044 e possui um semieixo maior de 42,489 UA. O seu periélio leva o mesmo a uma distância de 40,635 UA em relação ao Sol e seu afélio a 44,344 UA.